# Atom Smasher
Atom Smasher è l'identità segreta assunta da due diversi personaggi dell'Universo DC. La prima incarnazione è apparsa sulle pagine di All-Star Squadron n. 25 del settembre 1983, creato da Roy Thomas e disegnato da Jerry Ordway, come alter ego di Manfred Mota; la seconda incarnazione è stata creata da David S. Goyer e James Dale Robinson, con disegni di Scott Benefiel, come alter ego di Albert Rothstein, apparendo per la prima volta in JSA Secret Files n. 1 dell'agosto 1999.

## Altri media
- Al Rothhstein/Atom Smasher compare nella seconda stagione della serie televisiva The Flash interpretato da Adam Copeland. In questa versione è un supercriminale di Terra-2 capace di assorbe le radiazioni per aumentare le sue dimensioni. Copeland interpreta anche la versione di Terra-1 di Al Rothstein senza poteri che viene ucciso da Atom Smasher al suo arrivo da Terra-2.
- Albert Rothstein / Atom Smasher, compare nel film del DC Extended Universe (DCEU) Black Adam (2022), interpretato dal giovane attore Noah Centineo.